# Marie Rose Mureshyankwano
 (juillet 2024).
 (avril 2023).
Marie Rose Mureshyankwano, née le 1er juin 1968, est une femme politique rwandaise. Elle est députée de 2005 à 2016. Depuis 2019, elle est une membre du Sénat du Rwanda, élue sénatrice dans de la province de l'Ouest.

## Biographie
Marie Rose Mureshyankwano est titulaire d'une maîtrise en études du développement. De 1992 à 1994, puis de 1997 à 2001, elle est institutrice, et de 2001 à 2005, elle est enseignante dans une école secondaire.
En 2005, Mureshyankwano devient députée à la Chambre des députés du Rwanda, poste qu'elle occupe jusqu'en 2016. De 2016 à 2018, elle est une gouverneur de la Province du Sud, et de 2018 à 2019 elle travaille comme conseillère au Secrétariat Général du Front patriotique rwandais.
En 2019, Marie Rose Mureshyankwano fait partie des trois sénateurs élus de la province de l'Ouest, aux côtés d'Emmanuel Havugimana et de Lambert Dushimimana (rw).